# Ligeophila umbraticola
Ligeophila umbraticola là một loài thực vật có hoa trong họ Lan. Loài này được Garay mô tả khoa học đầu tiên năm 1977.